# Sylke Otto
Sylke Otto (Karl-Marx-Stadt, RDA, 7 de julio de 1969) es una deportista alemana que compitió en luge en la modalidad individual.
Participó en tres Juegos Olímpicos de Invierno, entre los años 1992 y 2006, obteniendo dos medallas de oro en la prueba individual: en Salt Lake City 2002 y Turín 2006.
Ganó doce medallas en el Campeonato Mundial de Luge entre los años 1997 y 2005, y ocho medallas en el Campeonato Europeo de Luge entre los años 1990 y 2004.

## Palmarés internacional
| Representando a la RDA   |                                 |                   |            |
| Campeonato Europeo       |                                 |                   |            |
| Año                      | Lugar                           | Medalla           | Prueba     |
| 1990                     | Igls (Austria)                  | Medalla de oro    | Equipo     |
| Representando a Alemania |                                 |                   |            |
| Juegos Olímpicos         |                                 |                   |            |
| Año                      | Lugar                           | Medalla           | Prueba     |
| 2002                     | Salt Lake City (Estados Unidos) | Medalla de oro    | Individual |
| 2006                     | Turín (Italia)                  | Medalla de oro    | Individual |
| Campeonato Mundial       |                                 |                   |            |
| Año                      | Lugar                           | Medalla           | Prueba     |
| 1997                     | Igls (Austria)                  | Medalla de plata  | Equipo     |
| 1999                     | Königssee (Alemania)            | Medalla de bronce | Individual |
| 1999                     | Königssee (Alemania)            | Medalla de bronce | Equipo     |
| 2000                     | St. Moritz (Suiza)              | Medalla de oro    | Individual |
| 2000                     | St. Moritz (Suiza)              | Medalla de plata  | Equipo     |
| 2001                     | Calgary (Canadá)                | Medalla de oro    | Individual |
| 2001                     | Calgary (Canadá)                | Medalla de plata  | Equipo     |
| 2003                     | Sigulda (Letonia)               | Medalla de oro    | Individual |
| 2003                     | Sigulda (Letonia)               | Medalla de oro    | Equipo     |
| 2004                     | Nagano (Japón)                  | Medalla de bronce | Individual |
| 2005                     | Park City (Estados Unidos)      | Medalla de oro    | Individual |
| 2005                     | Park City (Estados Unidos)      | Medalla de oro    | Equipo     |
| Campeonato Europeo       |                                 |                   |            |
| Año                      | Lugar                           | Medalla           | Prueba     |
| 1992                     | Winterberg (Alemania)           | Medalla de oro    | Equipo     |
| 1992                     | Winterberg (Alemania)           | Medalla de plata  | Individual |
| 2000                     | Winterberg (Alemania)           | Medalla de oro    | Individual |
| 2000                     | Winterberg (Alemania)           | Medalla de oro    | Equipo     |
| 2002                     | Altenberg (Alemania)            | Medalla de oro    | Individual |
| 2002                     | Altenberg (Alemania)            | Medalla de plata  | Equipo     |
| 2004                     | Oberhof (Alemania)              | Medalla de bronce | Individual |